# هنري دوغلاس
هنري دوغلاس (بالإنجليزية: Henry Douglas)‏ هو سياسي أسترالي، ولد في 8 أبريل 1879 في بريزبان في أستراليا، وتوفي بنفس المكان في 30 أغسطس 1952. انتخب عضو المجلس التشريعي ولاية كوينزلاند.